# 普兰瓦勒
普兰瓦勒（法語：Plainval，法語發音：[plɛ̃val]）是法国瓦兹省的一个市镇，位于该省北部，属于克莱蒙区。

## 地理
普兰瓦勒（49°31'45"N, 2°26'26"E）面积9.19 平方千米，位于法国上法蘭西大區瓦兹省，该省份为法国北部内陆省份，北起索姆省，西接厄尔省和滨海塞纳省，南至塞纳-马恩省和瓦兹河谷省，东临埃纳省。
与普兰瓦勒接壤的市镇（或旧市镇、城区）包括：布兰维莱拉莫特、迈涅莱-蒙蒂尼、勒普莱西耶-叙圣瑞斯特、坎康普瓦、拉沃内勒、圣瑞斯特昂绍塞。

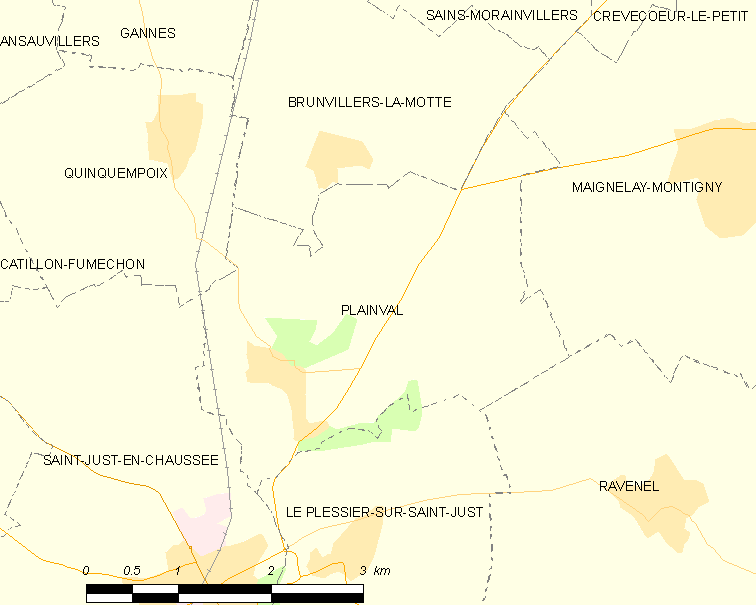
普兰瓦勒的OSM定位图

普兰瓦勒的时区为UTC+01:00、UTC+02:00（夏令时）。

## 行政
普兰瓦勒的邮政编码为60130，INSEE市镇编码为60495。

## 政治
普兰瓦勒所属的省级选区为圣瑞斯特昂绍塞县。

## 人口

1962-2008年间普兰瓦勒人口变化图示

普兰瓦勒于2022年1月1日时的人口数量为417人。